# Olof Thegner (1662–1736)
Olof Thegner, född 3 mars 1662 i Sankt Nikolai församling, Stockholm, död 7 juli 1736 i Tillberga församling, var en svensk ämbetsman och friherre.

## Biografi
Olof Thegner föddes 1662 i Sankt Nikolai församling, Stockholm. Han var son till ståthållaren friherre Olof Thegner och Catharina Gerdes. Thegner blev 12 juli 1669 student vid Uppsala universitet och 3 maj 1682 extraordinarie kamrer i Stockholm. Han blev 26 oktober 1683 extra ordinarie rådman och 1686 ordinarie rådman. Thegner blev 4 december 1688 assessor i Svea hovrätt och 22 april 1719 hovrättsråd i Svea hovrätt. Han avled 1736 på Hällby i Tillberga socken.

### Egendom
Thegner ägde Hällby i Tillberga socken.

### Familj
Thegner gifte sig första gången 3 april 1700 med Maria Grönhagen (1678–1709), dotter till lagmannen Claes Henrik Grönhagen och Maria Hedelia. De fick tillsammans barnen kornetten Claes Thegner (1701–1736) vid Livregementet, Olof Thegner (1701–1705) och jaktjunkaren Carl Thegner (1707–1768).
Han gifte sig andra gången 1714 med Maria Heerdhielm (1687–1725), dotter till vice presidenten Henrik Heerdhielm i Svea hovrätt och Maria Grubb. De fick tillsammans sonen Henrik Thegner.